# Pengkalan Kempas
Pengkalan Kempas (ook: Keramat Ujung Pasir) is een kleine stad in Negeri Sembilan, Maleisië. Het bezienswaardige historisch complex Fort Kempas is hier gelegen. Er wonen 250 mensen.
Het 15e-eeuwse graf van Ulama Sheikh Ahmad Makhtum is hier te vinden.